# Бюкода (Вашингтон)
Бюкода (англ. Bucoda) — місто (англ. town) в США, в окрузі Тюрстон штату Вашингтон. Населення — 600 осіб (2020).

## Географія
Бюкода розташована за координатами 46°47′48″ пн. ш. 122°52′2″ зх. д. / 46.79667° пн. ш. 122.86722° зх. д. (46.796568, -122.867213).  За даними Бюро перепису населення США в 2010 році місто мало площу 1,53 км², з яких 1,48 км² — суходіл та 0,05 км² — водойми.

## Демографія
Згідно з переписом 2010 року, у місті мешкали 562 особи в 222 домогосподарствах у складі 148 родин. Густота населення становила 368 осіб/км².  Було 243 помешкання (159/км²).
Расовий склад населення:
| - 91,6 % — білих - 1,2 % — чорних або афроамериканців - 0,9 % — корінних американців - 0,5 % — азіатів - 0,2 % — вихідців з тихоокеанських островів - 1,8 % — осіб інших рас |

До двох чи більше рас належало 3,7 %. Частка іспаномовних становила 5,7 % від усіх жителів.
За віковим діапазоном населення розподілялося таким чином: 20,1 % — особи молодші 18 років, 67,1 % — особи у віці 18—64 років, 12,8 % — особи у віці 65 років та старші. Медіана віку мешканця становила 40,3 року. На 100 осіб жіночої статі у місті припадало 104,4 чоловіків;  на 100 жінок у віці від 18 років та старших — 98,7 чоловіків також старших 18 років.
Середній дохід на одне домашнє господарство  становив 44 245 доларів США (медіана — 38 603), а середній дохід на одну сім'ю — 47 766 доларів (медіана — 42 222). Медіана доходів становила 62 656 доларів для чоловіків та 30 313 долари для жінок. За межею бідності перебувало 45,8 % осіб, у тому числі 64,2 % дітей у віці до 18 років та 27,2 % осіб у віці 65 років та старших.
Цивільне працевлаштоване населення становило 184 особи. Основні галузі зайнятості: мистецтво, розваги та відпочинок — 22,3 %, роздрібна торгівля — 19,6 %, публічна адміністрація — 15,2 %, освіта, охорона здоров'я та соціальна допомога — 12,0 %.